# Claës Rundberg
Klas Johan "Claës" Rundberg (Malmbäck, Nässjö, Jönköping, 14 de novembre de 1874 – Säby, Tranås, Jönköping, 27 de maig de 1958) va ser un tirador suec que va competir a començaments del segle xx.
El 1908 va prendre part en els Jocs Olímpics de Londres, on va disputar dues proves del programa de tir. Va guanyar una medalla de plata en la prova de rifle lliure 300 metres, 3 posicions per equips, mentre en la de rifle militar per equips fou cinquè.